# Open (systémové volání)
open je v informatice speciální systémové volání jádra operačního systému, pomocí kterého si proces může zpřístupnit soubory uložené v souborovém systému. Tato funkce je obsažena ve většině moderních operačních systémů, protože tento způsob práce se soubory je nejrozšířenější abstrakcí v informatice.